# Los Gallardos
Los Gallardos ist eine spanische Gemeinde im Verwaltungsgebiet Levante Almeriense der Provinz Almería in der Autonomen Gemeinschaft Andalusien. Die Bevölkerung von Los Gallardos bestand im Jahr 2024 aus 3.071 Einwohnern. 

## Geografie
Die Gemeinde liegt nahe der Mittelmeerküste. Sie grenzt an Antas, Bédar, Turre und Vera.

## Geschichte
Die Gemeinde entstand 1924 aus Teilen der Gemeinde Bédar. 